# Bolusiella talbotii
Bolusiella talbotii là một loài thực vật có hoa trong họ Lan. Loài này được (Rendle) Summerh. mô tả khoa học đầu tiên năm 1936.